# Milford (Texas)
Milford ist eine ländliche Kleinstadt mit dem Status Town im Südwesten des Ellis County im Bundesstaat Texas in den Vereinigten Staaten. Das U.S. Census Bureau hat bei der Volkszählung 2020 eine Einwohnerzahl von 722 ermittelt.

## Lage
Milford liegt rund 30 Kilometer Luftlinie südlich von Waxahachie am Interstate-Highway 35. Benachbart gelegene Dörfer und Städte sind Italy im Nordosten, Mertens im Südosten, Brandon im Süden, Carl’s Corner im Südwesten, Itasca im Westen und Grandview im Nordwesten. Durch Milford führt die U.S. Route 77 zwischen Hillsboro und Waxahachie.

## Geschichte

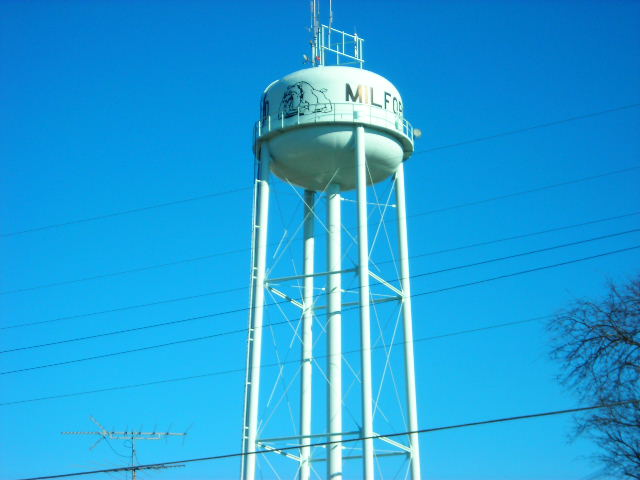
Wasserturm

In den frühen 1850er-Jahren kauften mehrere Zugezogene aus dem Cherokee County für einen Preis von 50 Cent pro Acre Land von dem Großgrundbesitzer Alvin Wright. 1853 erbaute der Siedler William R. Hudson ein kombiniertes Wohn- und Geschäftshaus als erstes Gebäude des Ortes und benannt die Siedlung nach der Stadt Milford in Massachusetts. Im folgenden Jahr erhielt die Siedlung eine Poststelle. 1857 startete eine Getreidemühle ihren Betrieb in Milford. 1888 wurde der Ort inkorporiert und W. R. McDaniel wurde zum ersten Bürgermeister der neu gegründeten Stadt. Zwei Jahre später wurde die Bahnstrecke der Dallas and Waco Railway – ab 1891 Teil der Missouri-Kansas-Texas Railroad – durch Milford gebaut, wodurch die Stadt zu einem wichtigen Handelsumschlagplatz wurde.
Hauptwirtschaftszweig war gegen Ende des 19. Jahrhunderts die Baumwollindustrie. 1892 erreichte Milford eine Bevölkerung von 800 Einwohnern und es gab in der Stadt drei Kirchen, eine Bank, ein Hotel, zwei Baumwollsamenölmühlen und etwa zwei Dutzend zusätzliche Betriebe sowie zwei Schulen. 1902 wurde Milford Standort des Texas Presbyterian College for Girls. 1926 wurde die durch Milford führende Bahnstrecke elektrifiziert. 1929 erreichte die Einwohnerzahl von Milford mit rund 1200 ihren Höchststand, aufgrund der Great Depression kam es in den folgenden Jahren jedoch zu einem starken Bevölkerungsrückgang. Noch im gleichen Jahr stellte das Mädchencollege seine Betrieb ein. Im Jahr 1931 lebten nur noch 747 Einwohner in Milford und in den folgenden Jahren ging die Einwohnerzahl noch weiter zurück, bis sie 1968 mit 490 ihren Tiefststand erreichte. 2018 hatte Milford wieder 747 Einwohner.

## Demografie
Für das Jahr 2018 wurde die Einwohnerzahl von Milford 747 angegeben, dies entspricht einem Bevölkerungszuwachs von 19 Einwohnern bzw. 2,3 Prozent im Vergleich zur Volkszählung 2010. Es gab 237 Haushalte und 171 Familien in der Stadt. Von den Einwohnern waren 71,0 Prozent Weiße, 19,4 Prozent Afroamerikaner und 1,2 Prozent amerikanische Ureinwohner. 5,6 Prozent waren anderer Abstammung und 2,8 Prozent gaben mehrere Abstammungen an. 14,1 Prozent der Einwohner der Stadt Milford waren hispanischer Abstammung. 52,2 Prozent der Einwohner waren männlich und 47,8 Prozent weiblich.

32,9 Prozent der Haushalte hatten Kinder unter 18 Jahren, die bei ihnen lebten, und in 46 Prozent der Haushalte lebten Senioren über 65 Jahren. Altersmäßig verteilten sich die Einwohner von Garrett auf 26,0 Prozent Minderjährige, 8,2 Prozent zwischen 18 und 24, 24,2 Prozent zwischen 25 und 44, 25,0 Prozent zwischen 45 und 64 und 16,6 Prozent der Einwohner waren älter als 65 Jahre. Das Medianalter lag bei 38 Jahren. 2018 lag das Medianeinkommen pro Haushalt bei 42.386 US-Dollar und pro Familie bei 48.068 US-Dollar. 11,7 Prozent der Einwohner von Milford lebten unterhalb der Armutsgrenze.